# Lars Bender
Lars Bender (ur. 27 kwietnia 1989 w Rosenheim) – niemiecki piłkarz, który występował na pozycji pomocnika. W latach 2011–2014 reprezentant Niemiec. Uczestnik Mistrzostw Europy 2012. Większość swojej kariery spędził w niemieckim Bayerze Leverkusen. Ma brata bliźniaka, również zawodowego piłkarza Svena Bendera.

## Kariera klubowa
Bender karierę rozpoczynał w wieku 4 lat w klubie TSV Brannenburg. Potem trenował w juniorach SpVgg Unterhaching, a w 2002 roku przeszedł do juniorskiej ekipy TSV 1860 Monachium. Do jego pierwszej drużyny został włączony w sezonie 2006/2007. W 2. Bundeslidze zadebiutował 27 listopada 2006 w wygranym 2:1 meczu z TuS Koblenz. W debiutanckim sezonie w lidze zagrał 13 razy. Od początku następnego sezonu stał się podstawowym graczem TSV. 12 sierpnia 2007 w wygranym 6:2 pojedynku z FC Augsburg Bender zdobył pierwszą bramkę w trakcie gry w 2. Bundeslidze. W sezonie 2007/2008 rozegrał 28 ligowych spotkań i zdobył jedną bramkę, a TSV zajęło 11. miejsce w 2. Bundeslidze. W sezonie 2008/2009 zagrał w 15 meczach (3 gole) i wraz z TSV uplasował się na 12. pozycji w 2. Bundeslidze.
Latem 2009 roku podpisał kontrakt z Bayerem 04 Leverkusen. W Bundeslidze pierwszy mecz zaliczył 20 września 2009 przeciwko Werderowi Brema (0:0). 6 listopada 2009 w wygranym 4:0 meczu z Eintrachtem Frankfurt strzelił pierwszego gola w trakcie gry w Bundeslidze.

## Kariera reprezentacyjna
Bender jest byłym reprezentantem Niemiec U-17. Wraz z tą kadrą w 2006 roku zajął czwarte miejsce na Mistrzostwach Europy U-17. Był również powoływany do kadry Niemiec U-19, U-20 i U-21. W 2008 roku wraz z drużyną U-19 zdobył Mistrzostwo Europy U-19. W dorosłej reprezentacji zadebiutował 6 września 2011 w towarzyskim meczu z Polską (2:2).
W meczu z Danią na Euro 2012 strzelił bramkę.